# Comitatul Timiș
Comitatul Timiș, cunoscut și ca Varmeghia Timișului (în maghiară Temes vármegye, în germană Komitat Temesch, în latină Comitatus Temesiensis), a fost o unitate administrativă a Regatului Ungariei din secolul XII și până în 1920 (excepție făcând secolele XVI-XVIII). Capitala comitatului a fost orașul Timișoara (în maghiară Temesvár, în germană Temeswar, în sârbă Темишвар, cu alfabetul latin: Temišvar). În prezent teritoriul acestuia se găsește în vestul României și nordul Serbiei.

## Geografie
Comitatul Timiș a făcut parte din provincia istorică Banat. El se învecina la vest cu Comitatul Torontal (Torontál), la nord cu Comitatul Arad (Arad) și la est cu Comitatul Caraș-Severin (Krassó-Szörény). În partea de sud, acest comitat forma granița între Regatul Ungariei și Regatul Serbiei. Fluviul Dunărea forma limita sudică a comitatului, iar râul Mureș (Maros) limita sa nordică. Râul Timiș curgea pe teritoriul comitatului. Suprafața comitatului în 1910 era de 7.433 km², incluzând suprafețele de apă.

## Istorie
Comitatul Timiș a fost înființat în secolul al XI-lea. El a fost cucerit de Imperiul Otoman în secolul al XVI-lea și încorporat în Pașalâcul Timișoara. După ce Banatul a fost recucerit de habsburgi în 1718, teritoriul comitatului a fost inclus în Banatul Timișoarei, o provincie habsburgică separată. După desființarea provinciei în 1778, teritoriul comitatului a fost încorporat în Regatul Ungariei. Între 1849 și 1860 a făcut parte din voievodatul Voivodina Sârbească și Banatul Timișan. Abia în anii 1860, comitatul Timiș a fost reînființat, iar teritoriul a intrat din nou sub stăpânirea Regatului Ungariei.
În 1918, comitatul Timiș a fost mai întâi încorporat în autoproclamata Republică Bănățeană, după care a fost oficial desființat și teritoriul lui împărțit între Regatul României și nou-înființatul Regat al Sârbilor, Croaților și Slovenilor, împărțire recunoscută oficial de Tratatul de la Trianon din 1920. Marea majoritate a teritoriului a fost atribuită României, în timp ce o treime din comitat, aflată în partea de sud-vest, a revenit Regatului Sârbilor, Croaților și Slovenilor (care a fost redenumit Regatul Iugoslaviei în 1929).
Partea românească a fostului comitat Timiș se regăsește azi în județul Timiș, cu excepția unei fâșii cu lățimea de circa 10 km care se întinde de-a lungul râului Mureș și care face parte din județul Arad. Partea sârbă aflată în sudul Banatului face parte din provincia autonomă sârbă Voivodina.

## Demografie
Conform recensământului din 1910, comitatul avea 500.835 locuitori. După limba maternă, populația era împărțită în:

## Subdiviziuni
La începutul secolului 20, subdiviziunile comitatului Timiș erau următoarele:
| Districte (járás)                           | Districte (járás)                           |
| District                                    | Capitală                                    |
| ------------------------------------------- | ------------------------------------------- |
| Buziasfürdő                                 | Buziasfürdő --- Buziaș                      |
| Csák                                        | Csák --- Ciacova                            |
| Detta                                       | Detta --- Deta                              |
| Fehértemplom                                | Fehértemplom --- Biserica Albă (Bela Crkva) |
| Kevevára                                    | Kevevára --- Cuvin (Kovin)                  |
| Központ                                     | Temesvár --- Timișoara                      |
| Lippa                                       | Lippa --- Lipova                            |
| Temesrékas                                  | Temesrékas --- Recaș                        |
| Újarad                                      | Újarad --- Aradu Nou                        |
| Versec                                      | Versec --- Vârșeț (Vršac)                   |
| Vinga                                       | Vinga                                       |
| Comitate urbane(törvényhatósági jogú város) |                                             |
| Temesvár --- Timișoara                      |                                             |
| Versec --- Vârșeț (Vršac)                   |                                             |
| Districte urbane (rendezett tanácsú város)  |                                             |
| Fehértemplom --- Biserica Albă (Bela Crkva) |                                             |

Orașele Vârșeț (Vršac), Biserica Albă (Bela Crkva) și Cuvin (Kovin) sunt astăzi în Serbia; toate celelalte orașe menționate aparțin României.

## Comiții de Timiș până la 1552

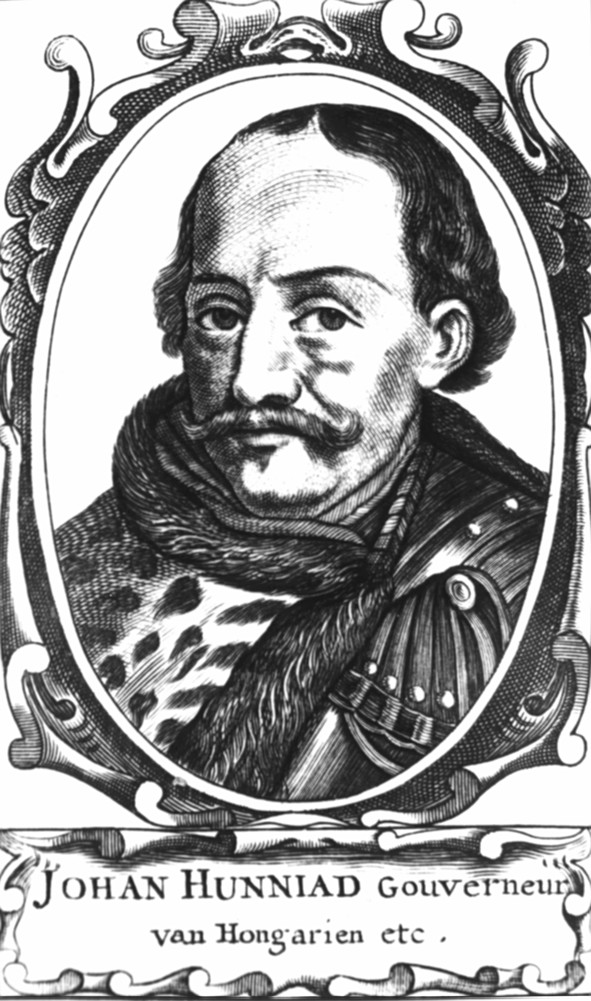
Comitele Iancu de Hunedoara

- În timpul lui Arpad: Kun, Kusid și Kupian
- În timpul lui Zoltan: Bulei
- În timpul lui Ștefan cel Sfânt: Achtum
- Sub Bela: Pancartiu Poth
- 1203 - Poth
- 1214 - Hetze
- 1233 - Gylet, principe de Sirmiu
- 1235 - Mathäus
- 1240 - Dionisius
- 1270 - Ștefan Csáky
- 1316 - Nicolae Treutul
- 1333 - Nicolae Pap, Sigismund Andrásy
- 1366 - Benedict Heem, Dionisie Bebec
- 1367 - Ladislau Korogh
- 1368 - Benedict Heem
- 1370 - Vladislau prinț de Opulia
- 1371 - Benedict Heem
- 1387 - Ștefan Losoncius
- 1392 - Ladislau Sarov
- 1396 - 1402 - Nicolaie Csáky și Nicolaie Marcyaly
- 1402 - Ioan Gara
- 1407 - 1424 Pipo de Ozora
- 1424 - 1439 Ștefan Rozgony, Ștefan Bathos
- 1441 - Nicolae Ujlaky
- 1441 - Ioan Huniade
- 1456 - Ladislau Huniade, Mihail Silagiu
- 1459 - Grigore Labatlan
- 1460 - George Orbonas
- 1464 - Ștefan Socoli
- 1476 - Ambrosie Nagy
- 1478 - 1494 - Paul Chinezu
- 1494 - Iosif Somy
- 1509 - Matey Várday
- 1511 - Ștefan Báthory
- 1518 - Petru Pereni
- 1519 - Laurențiu Ujlaky
- 1520 - Caspar Raskay
- 1523 - Nicolae de Macedonia
- 1525 - Ioan Dragfi
- 1526 - Petru Pereni, Valentin Török
- 1527 - Emeric Czybak
- 1538 - Petru Petrovici
- 1551 - Ștefan Losoncius